# Chalcorana
Genre
Chalcorana est un genre d'amphibiens de la famille des Ranidae.

## Répartition
Les douze espèces de ce genre se rencontrent en Asie du Sud-Est.

## Liste d'espèces
Selon Amphibian Species of the World (3 juillet 2015) :
- Chalcorana chalconota (Schlegel, 1837)
- Chalcorana crassiovis (Boulenger, 1920)
- Chalcorana eschatia (Inger, Stuart & Iskandar, 2009)
- Chalcorana kampeni (Boulenger, 1920)
- Chalcorana labialis (Boulenger, 1887)
- Chalcorana macrops (Boulenger, 1897)
- Chalcorana megalonesa (Inger, Stuart & Iskandar, 2009)
- Chalcorana mocquardi (Werner, 1901)
- Chalcorana parvaccola (Inger, Stuart & Iskandar, 2009)
- Chalcorana raniceps (Peters, 1871)
- Chalcorana rufipes (Inger, Stuart & Iskandar, 2009)
- Chalcorana scutigera (Andersson, 1916)

## Taxinomie
Ce genre a été relevé de sa synonymie avec Hylarana par Oliver, Prendini, Kraus et Raxworthy en 2015.

## Publication originale
- Dubois, 1992 : Notes sur la classification des Ranidae (Amphibiens anoures). Bulletin Mensuel de la Société Linnéenne de Lyon, vol. 61, p. 305-352.